# Сенак (коммуна)
Сена́к (фр. Sénac, окс. Senac) — коммуна во Франции, находится в регионе Юг — Пиренеи. Департамент — Верхние Пиренеи. Входит в состав кантона Рабастенс-де-Бигор. Округ коммуны — Тарб.
Код INSEE коммуны — 65418.

## География
Коммуна расположена приблизительно в 640 км к югу от Парижа, в 110 км западнее Тулузы, в 17 км к северо-востоку от Тарба.
Коммуна расположена в местности Бигорр. На востоке коммуны протекает река Ланенос.

## Климат
Климат умеренно-океанический с солнечной тёплой погодой и обильными осадками на протяжении практически всего года.

## Население
Население коммуны на 2010 год составляло 246 человек.
| 1962 | 1968 | 1975 | 1982 | 1990 | 1999 | 2010 |
| ---- | ---- | ---- | ---- | ---- | ---- | ---- |
| 178  | 165  | 158  | 171  | 205  | 215  | 246  |

## Администрация
| Период | Период | Фамилия             | Партия                  | Примечания |
| ------ | ------ | ------------------- | ----------------------- | ---------- |
| 2001   | 2014   | Жильбер Виллакампа  | Социалистическая партия |            |
| 2014   | 2020   | Антуан Лапез-Шарлье |                         |            |

## Экономика
В 2010 году среди 164 человек трудоспособного возраста (15-64 лет) 124 были экономически активными, 40 — неактивными (показатель активности — 75,6 %, в 1999 году было 65,7 %). Из 124 активных жителей работали 118 человек (63 мужчины и 55 женщин), безработных было 6 (1 мужчина и 5 женщин). Среди 40 неактивных 11 человек были учениками или студентами, 18 — пенсионерами, 11 были неактивными по другим причинам.